# 나카시마 미카
나카시마 미카(中島美嘉, 1983년 2월 19일 ~ )는 일본의 가수이자 배우이다. 가고시마현 히오키시에서 태어났으며, 2001년 싱글 〈STARS〉로 데뷔했다.
대표곡은 〈WILL〉, 〈雪の華〉, 〈桜色舞うころ〉, 자신이 주연으로 출연한 영화 《NANA》의 주제가인 〈GLAMOROUS SKY〉 등이 있다. 주로 애절한 발라드곡이 많은 호응을 받고 있으며, 2006년에 들어서는 〈ALL HANDS TOGETHER〉, 〈MY SUGAR CAT〉 등의 작품을 통해서 판매량에 연연하지 않고 자신이 원하는 음악 스타일을 추구하는 모습을 보이고 있다. 2007년 3월에는 위와 같은 새로운 음악적 시도를 한 곡들을 담은 네 번째 앨범 《YES》를 발매했다. 같은 해 8월에는 동명의 드라마 주제곡으로 쓰였던 싱글 〈LIFE〉를 발매했는데, 5만장대의 판매량으로 오리콘 주간 순위 3위에 진입하는 등 큰 성공을 기록했다.
대한민국에는 그녀의 〈雪の華〉를 리메이크한 박효신의 〈눈의 꽃〉이 드라마 《미안하다, 사랑한다》의 주제가로 사용되어 큰 인기를 끌면서 많이 알려지게 되었다. 박효신의 〈눈의 꽃〉 이외에도 〈FIND THE WAY〉를 리메이크한 바다의 〈FIND THE WAY〉, 〈桜色舞うころ〉를 리메이크한 포지션의 〈하루〉, <히토리/혼자>, 〈STARS〉를 리메이크한 민효린의 〈STARS〉 린의 <물망초/Will>등 그녀의 많은 곡들이 한국 가수들에 의해 리메이크되었다. 2005년 12월에는 서울에서 열린 한·일우정콘서트에 참가해 〈雪の華〉, 〈FIND THE WAY〉를 불렀고, 이듬해 3월에는 《NANA》의 한국 개봉에 맞춰 홍보차 다시 한국을 찾기도 했다. 2004년 두 번째 앨범 《LOVE》를 한국에 라이센스반으로 발매한 이후 발매하는 싱글과 앨범들을 일본 발매와 동시에 한국에도 발매하고 있다.
2002년 〈STARS〉로 일본 골드디스크 대상 "신인상"을 수상했고, 2006년에는 《NANA》로 일본 아카데미상 "최우수 여우주연상", "신인배우상" 등을 수상했다.

## 발매 음반

### 싱글
1. 〈STARS〉 (2001년 11월 7일)
2. 〈CRESCENT MOON〉 (2002년 2월 6일)
3. 〈ONE SURVIVE〉 (2002년 3월 6일)
4. 〈Helpless Rain〉 (2002년 5월 15일)
5. 〈WILL〉 (2002년 8월 7일)
6. 〈愛してる〉 [사랑해요] (2003년 1월 29일)
7. 〈Love Addict〉 (2003년 4월 9일)
8. 〈接吻〉 [입맞춤] (2003년 6월 25일)
9. 〈FIND THE WAY〉 (2003년 8월 6일)
10. 〈눈의 꽃〉 (2003년 10월 1일)
11. 〈SEVEN〉 (2004년 4월 7일)
12. 〈火の鳥〉 [불새] (2004년 6월 2일)
13. 〈LEGEND〉 (2004년 10월 20일)
14. 〈桜色舞うころ〉 [연분홍 빛 춤출 무렵] (2005년 2월 2일)
15. 〈ひとり〉 [혼자] (2005년 6월 8일)
16. 〈GLAMOROUS SKY〉 (2005년 8월 31일) ※ "NANA starring MIKA NAKASHIMA"라는 이름으로 발매함.
17. 〈CRY NO MORE〉 (2006년 2월 22일)
18. 〈ALL HANDS TOGETHER〉 (2006년 6월 7일)
19. 〈MY SUGAR CAT〉 (2006년 7월 26일)
20. 〈히토이로〉 [한 가지 색깔] (2006년 11월 29일) ※ "NANA starring MIKA NAKASHIMA"라는 이름으로 발매함.
21. 〈見えない星〉 [보이지 않는 별] (2007년 2월 21일)
22. 〈素直なまま〉 [솔직한 그대로] (2007년 3월 14일)
23. 〈LIFE〉 (2007년 8월 22일)
24. 〈永遠の詩〉 [영원의 시] (2007년 10월 3일)
25. 〈SAKURA ~花霞~〉 [벚꽃 안개] (2008년 3월 12일)
  - "SAKURA"는 벚꽃(桜)을 가리킨다. "花霞(하나가스미)"는 벚꽃이 만개했을 때 멀리서 보았을 경우, 희미한 복숭아색의 "꽃(花)"이 "안개(霞)"가 길게 뻗은 것처럼 보이는 것을 의미한다.
26. 〈I don't know〉 (2008년 7월 23일 일본의 개그3인조 모리산츄와 합작해서 냈다. ※ "Mica 3 chu"라는 이름으로 발매했다.
27. 〈ORION〉 (2008년 11월 12일 한국에서는 2008년 11월 13일에 발매되었다.)
28. 〈Over Load〉 (2009년 5월 13일)
29. 〈Candy Girl〉 (2009년 9월 30일)
30. 〈流れ星〉 [유성] (2009년 11월 4일)
31. 〈Always〉 (2010년 1월 21일)
32. 〈一番綺麗な私を〉 [가장 예쁜 나를] (2010년 8월 25일)
33. 〈Dear〉 (2011년 4월 28일)
34. 〈Love Is Ecstasy〉 (2011년 9월 22일)
35. 〈明日世界が終わるなら〉[내일 세계가 끝난다면] (2012년 9월 19일)
36. 〈初恋〉[첫사랑](2012년 12월 5일)
37. 〈愛詞〉[사랑의 말] (2013년 5월 22일)
38. 〈僕が死のうと思ったのは〉[내가 죽으려고 생각했던 것은] (2013년 8월 28일)

### 앨범

#### 정규 앨범
1. 《TRUE》 (2002년 8월 28일)
2. 《LOVE》 (2003년 11월 6일)
3. 《MUSIC》 (2005년 3월 9일)
4. 《YES》 (2007년 3월 14일)
5. 《VOICE》(2008년11월 26일)(한국에서는 11월 27일에 발매되었다)(초판과 일반판이 따로 발매되었다)
6. 《STAR》(2010년 10월 27일)
7. 《REAL》(2013년 1월 31일)

#### 베스트 앨범
- 《BEST》 (2005년 12월 7일)
- 《NO MORE RULES.》 (2009년 3월 4일)(완전한정생산반(5만장))

#### 미니 앨범
- 《RESISTANCE》 (2002년 11월 6일)
- 《朧月夜～祈り》 [아련한 달밤～기도] (2004년 9월 15일)

#### 그 외의 앨범
- 《THE END》 (2006년 12월 13일) ※ "NANA starring MIKA NAKASHIMA"라는 이름으로 발매함.

## 출연 영화, 드라마 작품
- 《상처투성이의 러브송 / 2001년》 - 시마자키 미라이 역
- 《사립탐정 하마 마이크 / 2002년》 - 하마 아카네 역
- 《우연히도 최악의 소년 / 2003년》 - 사사키 유미 역
- 《생방송은 멈추지 않는다! / 2003년》 - 나카시마 미카 역
- 《NANA / 2005년》 - 오오사키 나나 역
- 《NANA 2 / 2006년》 - 오오사키 나나 역
- 《유성의 인연 / 2008년》 - 사기 역
- 《레지던트 이블 4: 끝나지 않은 전쟁 / 2010년》 - 제이팝 걸 역
- 《자만형사 / 2010년》 - 리에 역
- 《레지던트 이블 5: 최후의 심판 / 2012년》 - 제이팝 걸 역

## 수상내역
- 제16회 골드 디스크대상 New Artist Of The Year
- 2002년 올 재팬 리퀘스트 어워드 최우수신인상
- 2002년 제44회 일본레코드대상 신인상
- 2002년 제35회 일본유선대상 최우수신인상
- 2003년 제40회 골든애로우상 음악신인상
- 2003년 제40회 골든애로우상 음악신인상
- 2003년 제45회 일본레코드대상 금상
- 2003년 제45회 일본레코드대상 베스트앨범상
- 2005년 MTV 비디오뮤직어워드재팬 최우수여성아티스트상
- 2005년 제1회 오리콘스타일 베스트 아티스트 3위
- 2005년 제29회 일본아카데미상 우수여우주연상, 신인상 '나나'
- 2005년 제29회 일본아카데미상 우수여우주연상, 신인상 '나나'
- 2006년 제20회 일본골드디스트대상 올 해의 팝 / 록 앨범
- 2006년 제20회 일본골드디스트대상 올 해의 팝 / 록 앨범
- 2006년 제5회 MTV 비디오뮤직어워드재팬 최우수 영화 비디오상